# Гродзиск-Велькопольски
Гродзиск-Велькопольски (пол. Grodzisk Wielkopolski, нем. Grätz)  —  город  в Польше, входит в Великопольское воеводство,  Гродзиский повят.  Имеет статус городско-сельской гмины. Занимает площадь 18,09 км². Население 13 833 человек (на 2005 год).